# Внешняя политика Украины
Внешняя политика Украины — взаимоотношения Украины с другими странами. Определяется президентом Украины и осуществляется министерством иностранных дел.
Стратегические цели внешней политики Украины — обеспечение суверенитета и территориальной целостности Украины, европейская и евро-атлантическая интеграция, формирование отношений стратегического партнёрства с Европейским союзом и США, активная деятельность в ООН и других международных организациях, обеспечение эффективного участия страны в мировой экономике с максимальной защитой национальных интересов и продвижение положительного имиджа Украины в мире.

## 1991—2004

### Суверенитет и независимость
16 июля 1990 года Верховный Совет Украинской ССР принял «Декларацию о государственном суверенитете Украины», в которой, в частности, было провозглашено намерение Украины стать нейтральным внеблоковым государством. Это намерение было позднее подтверждено республиканским референдумом 1 декабря 1991 года.
24 августа 1991 года Верховный Совет Украинской ССР провозгласил независимость Украины.
1 декабря 1991 года на территории УССР был проведён референдум, на котором 90,32 % от всех принявших участие в голосовании поддержали «Акт провозглашения независимости». Одновременно прошли первые президентские выборы, на которых Леонид Кравчук собрал 61,59 % голосов.
8 декабря, за день до предполагавшегося подписания договора о создании вместо СССР нового сообщества — Союза Суверенных Государств (ССГ) — президенты России, Украины и Белоруссии, собравшись в обстановке секретности в Беловежской пуще, заявили, что «Союз ССР как субъект международного права и геополитическая реальность прекращает своё существование», объявили о невозможности образования Союза Суверенных Государств и подписали Соглашение о создании Содружества Независимых Государств (СНГ).
10 декабря Верховный Совет Украины c оговорками ратифицировал соглашение о создании СНГ.
19 июня 1992 года президент Украины Леонид Кравчук подписал закон о полном исключении упоминаний об СССР из Конституции Украины 1978 года.
2 июля 1993 года Верховная рада Украины приняла постановление «Об основных направлениях внутренней и внешней политики Украины», в котором утверждались приоритет европейского вектора и стремление добиваться вступления в Европейский союз. При этом одновременно указывалось на значимость сохранения добрососедских и дружественных отношений с Россией как ключевого фактора общеевропейской безопасности.

### Безъядерный статус
При распаде СССР на территории Украины остались ядерные боеприпасы ВС СССР. 24 октября 1991 года было принято заявление Верховной рады о безъядерном статусе Украины. Решение о вывозе в Россию тактических ядерных боеприпасов было принято в ходе Беловежской встречи в виде подписанного 21 декабря 1991 года Соглашения о совместных мерах в отношении ядерного оружия. Уже весной 1992 года все тактические ядерные боеприпасы с территории бывшего СССР были вывезены в Россию. Кроме тактических боеприпасов на территории Украины были размещены 1240 боезарядов для МБР и 372 авиационных стратегических ядерных боеприпаса. Судьба стратегических ядерных вооружений была решена в рамках подписания Россией, Украиной, Казахстаном, Белоруссией и США дополнительного соглашения к СНВ-I, известного как Лиссабонский протокол. Подписание состоялось 23 мая 1992 года в Лиссабоне. Протокол подписали государственный секретарь США, министры иностранных дел России, Белоруссии, Казахстана и Украины.
Компенсацию за безъядерный статус правительство Украины оценивало в 2,8 млрд долларов и требовало гарантий безопасности от всех держав, официально обладающих ядерным оружием (России, США, Великобритании, Франции и Китая). 18 ноября 1993 года Верховная рада ратифицировала Договор СНВ-1 с односторонними изменениями, которые оговаривали сохранение за Украиной ядерных вооружений. США и Россия не приняли эту ратификацию. После интенсивных переговоров 3 февраля 1994 года Верховная рада ратифицировала оригинальные Договор СНВ-1 и Лиссабонский протокол. 16 ноября 1994 года Украина присоединилась к ДНЯО в качестве безъядерного государства. В качестве компенсации Украина получила порядка 500 млн долларов по программе Нанна-Лугара. Также США увязали заключение контракта по соглашению ВОУ-НОУ с поставками Россией ядерного топлива для украинских АЭС на сумму 160 млн долларов в качестве компенсации за ядерное оружие.
5 декабря 1994 года лидерами Украины, США, России и Великобритании был подписан Меморандум о гарантиях безопасности в связи с присоединением Украины к Договору о нераспространении ядерного оружия (Будапештский меморандум), подтверждавший выполнение положений Заключительного акта СБСЕ, Устава ООН и Договора о нераспространении ядерного оружия в отношении Украины как не обладающего ядерным оружием государства-участника Договора.

### Российская Федерация и раздел флота
Первый межгосударственный документ, определивший будущие отношения самостоятельных Украины и России, был подписан РСФСР и УССР ещё при Советском Союзе — в 1990 году. Стороны договора признали друг друга в «ныне существующих в рамках СССР границах». 23 июня 1992 года президенты Борис Ельцин и Леонид Кравчук подписали в Дагомысе соглашение «О дальнейшем развитии межгосударственных отношений».
31 мая 1997 года президенты России и Украины Борис Ельцин и Леонид Кучма подписали в Киеве Договор о дружбе, сотрудничестве и партнёрстве между Российской Федерацией и Украиной, в котором закреплялся принцип стратегического партнёрства, признания нерушимости существующих границ, уважения территориальной целостности и взаимного обязательства не использовать свою территорию в ущерб безопасности друг друга. Верховная рада ратифицировала договор 14 января 1998 года, Госдума — лишь 25 декабря 1998 года.
В 1991—1997 годах при президенте Леониде Кучме были подписаны межправительственные договоры о базировании в Крыму Черноморского флота ВМФ России:
- Соглашение о раздельном базировании российского Черноморского флота России и Военно-морских сил Украины от 9 июня 1995 года;
- Соглашение между Российской Федерацией и Украиной о параметрах раздела Черноморского флота;
- Соглашение между Российской Федерацией и Украиной о статусе и условиях пребывания Черноморского флота Российской Федерации на территории Украины;
- Соглашение между Правительством Российской Федерации и Правительством Украины о взаиморасчётах, связанных с разделом Черноморского флота и пребыванием Черноморского флота Российской Федерации на территории Украины (все три от 28 мая 1997 года)[17].

### Европейский союз и НАТО
14 июня 1994 года между Украиной и Европейским союзом было подписано базовое Соглашение о партнёрстве и сотрудничестве.
В 2003 году Леонид Кучма обозначил цель подписания соглашения об ассоциации Украины с ЕС и таким образом формально начал процесс евроинтеграции. В 2004 году Украина начала выполнять план «Путём европейской интеграции», рассчитанный до 2015 года и направленный на создание условий для вступления в ЕС. В 2004 году Европейская комиссия приняла план действий ЕС — Украина по углублению сотрудничества.
В 1992 году Украина присоединилась к Совету североатлантического сотрудничества, позднее переименованному в Совет евро-атлантического партнёрства.
Несколько лет спустя, в феврале 1994 года, Украина первой среди государств СНГ заключила рамочный договор с НАТО в рамках инициативы «Партнёрство ради мира», поддержала инициативу государств Центральной и Восточной Европы о вступлении в НАТО.
Основу внешнеполитического курса Леонида Кучмы (президент в 1994—2004 гг.) составила концепция многовекторности. Тем не менее при нём в 1997 году взаимоотношения Украины и НАТО перешли на качественно новый уровень — на Мадридском саммите НАТО была подписана «Хартия об особом партнёрстве НАТО и Украины». Стороны обменялись официальными представительствами: в Киеве открылся Центр информации и документации НАТО, а в штаб-квартире НАТО появилось украинское представительство, где с 1998 года начал работу специальный военный представитель Украины.
В ноябре 1998 года президент Кучма подписал «Программу сотрудничества Украины с НАТО на период до 2001 года», а в самый разгар «Косовского кризиса», в апреле 1999 года, в Киеве открылась миссия НАТО. Украина поддержала операцию НАТО на Балканах. При Кучме состоялись два саммита Украина — НАТО (в 1999 и 2002 гг.).
28 мая 2002 года, в преддверии начала «второй волны» расширения НАТО на Восток, Совет национальной безопасности и обороны Украины под председательством президента Леонида Кучмы принял Стратегию по НАТО, предусматривавшую пересмотр политики внеблоковости в пользу начала процесса, конечной целью которого должно было стать обретение Украиной полноценного членства в НАТО.
9 июля 2002 года в рамках программы «Партнёрство во имя мира» Украина и НАТО подписали меморандум о поддержке операций НАТО со стороны Украины. Спустя год Украина поддержала операцию США в Ираке, направив в регион свой «миротворческий контингент».

## 2005—2009
С приходом к власти на Украине в начале 2005 года президента Виктора Ющенко разработка и осуществление внешней политики Украины были поручены политикам прозападной ориентации. Согласно новой концепции внешней политики Украины, вступление в Евросоюз и НАТО, а также снижение экономической (прежде всего, энергетической) зависимости от России утверждались в качестве приоритетных целей внешнеполитической деятельности. Одновременно происходил постепенный отход от идеи экономической интеграции в рамках постсоветского пространства, сопровождавшийся обострением разногласий в экономической и политической сфере с Россией.
В апреле 2005 года пришедший к власти Виктор Ющенко вернул упоминание о стратегической цели Украины — «полноправном членстве в НАТО и Европейском союзе» — в военную доктрину Украины. Сближение Украины и НАТО сопровождалось целенаправленными действиями украинского руководства по обострению российско-украинских отношений. Особое место занимали гуманитарные вопросы — реабилитация и героизация ОУН и УПА, ограничение использования русского языка, фальсификация истории. Российское руководство, со своей стороны, негативно оценивало как саму Оранжевую революцию, так и политику нового украинского президента в отношении языкового вопроса, трактовок массового голода 1930 годов и Украинской повстанческой армии, его курс на членство в НАТО. Всё это мало способствовало развитию отношений между Украиной и Россией.
По итогам переговоров Ющенко с президентом США Джорджем Бушем в начале апреля 2005 года было подписано совместное заявление «Повестка нового века для украинско-американского стратегического партнёрства». В нём было сказано, что США поддерживают предложение официально пригласить Украину к участию в «расширенном диалоге» по вступлению в НАТО.
17 февраля 2006 года после девяти лет напряжённых переговоров США присвоили Украине статус страны с рыночной экономикой, который Россия и Казахстан получили ещё в 2002 году. 6 марта 2006 года Украина подписала с Соединёнными Штатами протокол о взаимном доступе на рынки, в частности, об отмене пошлин на торговлю разными видами техники и оборудования, что должно было значительно ускорить вступление Украины в ВТО. В 2006 году для Украины была отменена поправка Джексона-Вэника.
С 2007 года начались переговоры о заключении Соглашения об ассоциации между Украиной и Европейским союзом. В мае 2009 года Украина вступила в «Восточное партнёрство», одним из направлений деятельности которого являлось развитие экономической интеграции со странами Евросоюза.
После визита Виктора Ющенко в США (апрель 2005 года) украинский МИД поставил под сомнение целесообразность существования СНГ, заявив, что «возложенные на СНГ во время его создания задачи на сегодня в целом выполнены».
17 апреля 2005 года президент Украины Виктор Ющенко заявил, что статус Черноморского флота России в Севастополе нуждается в пересмотре, а в 2006 году заявил, что Украина будет придерживаться положений соглашения о статусе и условиях пребывания Черноморского флота России на украинской территории лишь до 2017 года.
В 2008 году между Украиной и ЕС начались переговоры по подготовке соглашения об углублённой и всесторонней зоне свободной торговли (DCFTA) как части будущего Соглашения об ассоциации.
В начале 2008 года произошёл скандал, поводом для которого стало заявление генерального секретаря НАТО о том, что организация получила письмо с подписями президента Украины Виктора Ющенко, премьер-министра Юлии Тимошенко и спикера Верховной рады Арсения Яценюка с просьбой присоединить Украину к Плану действий по членству в НАТО (ПДПЧ).
США приложили значительные усилия, чтобы убедить своих союзников по НАТО в необходимости присоединения Грузии и Украине к ПДПЧ на Бухарестском саммите НАТО в апреле 2008 года, что означало бы их фактическое вовлечение в НАТО. Несмотря на то, что Грузия и Украина не получили официального приглашения стать участниками ПДПЧ, им дали понять, что дорога в НАТО для них расчищена и необходимо лишь немного подождать. Главы государств и правительств стран-членов НАТО заявили в Бухаресте, что Грузия и Украина станут членами НАТО, когда будут соответствовать предъявляемым требованиям к членству в этой организации.
В августе 2008 года, после начала войны в Грузии, Украина стала единственной страной СНГ, которая открыто встала на сторону Грузии и потребовала от России незамедлительно вывести войска с её территории. Украина предостерегла российскую сторону от участия её кораблей Черноморского флота в конфликте, в противном случае пригрозив не допустить возвращение кораблей обратно в Крым. Виктор Ющенко заявил, что из-за кораблей ЧФ Украина втягивается в военный конфликт, не желая этого. Президент Украины установил новый порядок пересечения украинской границы кораблями Черноморского флота РФ, согласно которому силы ЧФ могли пересекать границу республики только с уведомления штаба ВМС Украины о своих действиях как минимум за 72 часа. МИД РФ расценило указ Ющенко о ЧФ как новый антироссийский шаг, после чего Ющенко назвал Черноморский флот РФ угрозой для безопасности Украины.

## 2010—2014
Избрание в 2010 году президентом Украины Виктора Януковича ознаменовалось заметным улучшением российско-украинских отношений.
21 апреля 2010 года президенты России и Украины подписали Харьковские соглашения по продлению срока аренды пунктов базирования Черноморского флота РФ в Крыму до 2042 года, с возможностью его продления ещё на 5 лет — до 2047 года. Государственная дума России и Верховная рада Украины успешно ратифицировали соглашение по Черноморскому флоту Российской Федерации.
В конце 2012 — начале 2013 гг. Россия предлагала Украине присоединиться к Таможенному союзу ЕврАзЭС и стать его полноправным членом. Украина, однако, отвергла все предложения России об интеграции, и дело свелось к чисто символическому участию Украины в ТС в качестве наблюдателя.
В апреле 2010 года занявший пост президента Украины Виктор Янукович подписал указы, которыми ликвидировал межведомственную комиссию по вопросам подготовки Украины к вступлению в НАТО и национальный центр по вопросам евро-атлантической интеграции, заявив при этом, что отношения Украины с НАТО будут сохранены на уровне, достигнутом при президенте Викторе Ющенко. Снятие с повестки дня вопроса о вступлении в НАТО было закреплено на уровне государственного закона «Об основах внутренней и внешней политики», принятого Верховной радой Украины 1 июля 2010 года.
Виктор Янукович продолжил движение Украины в сторону евроинтеграции. На саммите «Украина — ЕС» в ноябре 2010 года был подписан протокол к Соглашению о партнёрстве и сотрудничестве по основным принципам участия в программах Евросоюза. В феврале 2011 года Украина стала полноправным членом Европейского энергетического сообщества.
В дальнейшем, однако, арест лидера украинской оппозиции Юлии Тимошенко в августе 2011 года и судебный приговор по делу против неё, оглашённый в октябре того же года, вызвали однозначно негативную реакцию как США, так и Евросоюза.
Текст Соглашения об ассоциации был окончательно согласован ещё в ноябре 2011 года, но в связи с осложнившимися отношениями между Евросоюзом и Украиной его подписание несколько раз откладывалось. Лишь 30 марта 2012 года главами делегаций Украины и Евросоюза было парафировано Соглашение об ассоциации, 19 июля 2012 года — Соглашение об углублённой и всесторонней зоне свободной торговли.
Несмотря на критику ситуации на Украине, звучавшую со стороны Евросоюза в течение всего года, 10 декабря 2012 года Совет иностранных дел Евросоюза выразил готовность подписать Соглашение об ассоциации между Украиной и ЕС на саммите «Восточного партнёрства» в Вильнюсе в ноябре 2013 года.
В это же время президент Янукович вёл переговоры с Россией, пытаясь найти приемлемую модель сотрудничества Украины с Таможенным союзом ЕврАзЭС. Однако председатель Еврокомиссии Жозе Мануэль Баррозу ясно дал понять, что Украина не сможет одновременно быть членом Таможенного союза и присоединиться к соглашению о свободной торговле с ЕС.
18 сентября 2013 года Кабинет министров Украины единогласно одобрил проект Соглашения об ассоциации с Европейским союзом. В октябре президент России Путин заявил, что в случае создания ассоциации с ЕС Украина не сможет присоединиться к Таможенному союзу.
11 ноября Федерация промышленников Украины отправила открытое письмо президенту страны с просьбой отложить подписание соглашения об ассоциации с Евросоюзом, поскольку после подписания этого договора продукция целого ряда промышленных предприятий Украины станет неконкурентоспособной.
21 ноября Кабинет министров Украины сообщил о приостановке подготовки к заключению Соглашения об ассоциации между Украиной и ЕС
Вице-премьер Украины Юрий Бойко заявил, что переговоры об ассоциации будут приостановлены до тех пор, пока не разрешится вопрос о предоставлении со стороны Евросоюза компенсаций от потерь Украины, которые могут произойти от снижения торговли с РФ и другими странами СНГ в случае подписания Украиной этого соглашения.
29 ноября, выступая на Вильнюсском саммите «Восточного партнёрства», президент Украины Виктор Янукович заявил, что Украина сохраняет приверженность идеям евроинтеграции и намерена в ближайшем будущем подписать соглашение об ассоциации с ЕС, но прежде этого ожидает от руководителей Евросоюза и связанных с ним организаций «решительных шагов навстречу Украине в вопросе разработки и реализации программы финансово-экономической помощи с использованием всех имеющихся механизмов и ресурсов как институтов, так и государств — членов ЕС».
Решение кабинета министров вызвало массовые протесты в Киеве и ряде регионов Украины, что привело к отставке правительства Николая Азарова, а впоследствии — к бегству и отстранению президента.

## 2014—2019

### Смена власти на Украине и её внешнеполитические последствия
Отстранение президента Януковича от власти в феврале 2014 года было по-разному воспринято в мире. Власти России высказали сомнение в легитимности отстранения, президент РФ Владимир Путин заявил, что считает Виктора Януковича легитимным президентом Украины, а события он оценил как антиконституционный переворот и вооружённый захват власти. На Западе, в отличие от России, приветствовали смену власти на Украине.
Внешнеполитическая активность нового руководства Украины в этот период была направлена на закрепление дипломатической поддержки новой власти и организацию коллективного противостояния действиям России в Крыму (февраль — март 2014 года).

### Украина — Россия

#### Крым
Верховная рада Украины обращалась к странам, подписавшим в 1994 году Будапештский меморандум, требуя от них «практическими действиями подтвердить закреплённые в меморандуме обязательства уважать независимость, суверенитет и существующие границы Украины», а также требовала от России «прекратить шаги, направленные на посягательство на территориальную целостность Украины, и не поддерживать сепаратизм». Украина потребовала срочного созыва заседания Совета Безопасности ООН в связи с обострением ситуации в Автономной Республике Крым, угрожающим территориальной целостности Украины. Совет Безопасности ООН 28 февраля выразил поддержку её территориальной целостности, призвал все стороны к политическому диалогу и напомнил о необходимости выполнении международных договоров, в том числе Будапештского меморандума. В дальнейшем СБ ООН регулярно обсуждал ситуацию на Украине и в Крыму, при этом официальных решений не принималось ввиду угрозы применения права вето со стороны постоянных членов СБ ООН, занимающих противоположные позиции по этим проблемам.
13 марта Верховная рада приняла обращение к ООН с просьбой оказать поддержку территориальной целостности Украины. В своём заявлении парламент обвинил Россию в необоснованной агрессии и попытке аннексировать часть украинской территории. Рада призвала ООН немедленно рассмотреть ситуацию в Крыму.
15 марта состоялось очередное заседание Совета Безопасности ООН, на котором проект резолюции по Украине был вынесен на голосование. В проекте подчёркивалась приверженность Совета принципам единства, суверенитета и территориальной целостности. 13 государств-членов Совета поддержали резолюцию, Китай воздержался, а Россия воспользовалась правом вето.
17 марта МИД Украины призвал международное сообщество не признавать Республику Крым, провозглашённую Верховным Советом Крыма «по результатам антиконституционного референдума, проведённого с вопиющими нарушениями общеевропейских норм и стандартов проведения референдумов». Украина отозвала для консультаций своего посла в России.
20 марта Верховная рада приняла декларацию о борьбе за освобождение страны, в которой призвала мировое сообщество не признавать Республику Крым и аннексия Крыма Россией. «От имени народа Украины» парламент заявил, что «Крым был, есть и будет в составе Украины. Украинский народ никогда и ни при каких условиях не прекратит борьбу за освобождение Крыма».
Большинство государств-членов ООН не признало легитимность крымского референдума. США, государства Евросоюза и ряд других стран — партнёров США и ЕС, а также ряд международных организаций и объединений, включая НАТО, ПАСЕ, ПА ОБСЕ, охарактеризовали действия России как агрессию, оккупацию и аннексию части украинской территории, подрыв территориальной целостности Украины. Россия, со своей стороны, ссылается на закреплённое в уставных документах ООН право народов на самоопределение, которое, согласно позиции РФ, и было реализовано населением Крыма, «восставшим» против силовой смены власти в стране.

#### Статус Азовского моря и Керченского пролива
Вместе с Крымом под российский контроль полностью перешёл Керченский пролив, который Россия рассматривает как часть своих территориальных вод и де-факто осуществляет самостоятельное регулирование судоходства в нём. Украина, не признающая Крымский полуостров частью России, не признаёт и прилегающие к нему воды территориальными водами РФ.
25 ноября 2018 года в Керченском проливе произошёл вооружённый инцидент, в ходе которого Вооружённые силы РФ и корабли Береговой охраны Пограничной службы ФСБ России с применением оружия задержали корабли Военно-морских сил Украины, пытавшиеся пройти через пролив.

#### Война на востоке Украины
17 апреля 2014 года в Женеве с участием высших дипломатических представителей Украины, ЕС, США и РФ состоялись Четырёхсторонние переговоры по деэскалации конфликта на Украине. Эта попытка достичь соглашения между противостоящими сторонами, однако, не имела успеха.
В дальнейшем поиск решения конфликта дипломатическими методами продолжился в так называемом нормандском формате с участием руководителей Германии, Франции, Украины и России, а также в формате трёхсторонней Контактной группы по Украине, что привело, в частности, к подписанию Минского соглашения от 5 сентября 2014 года и недолгому относительному перемирию. С середины января 2015 года на всём протяжении фронта возобновились активные боевые действия. 11-12 февраля на саммите в Минске руководителями Германии, Франции, Украины и России был согласован новый комплекс мер по выполнению сентябрьского соглашения о перемирии.
За четыре года, прошедшие с даты подписания Минских соглашений, однако, фактически ни один их пункт не был выполнен. Украина, рассматривающая вооружённый конфликт в Донбассе как проявление агрессии со стороны России, заявляет о необходимости установления международного контроля над границей между непризнанными республиками и Россией как ключевого условия, способствующего возвращению этих территорий в состав украинского государства.

#### Антироссийские санкции
Уже в 2014 году Украина присоединилась к антироссийским санкциям Запада.
Украина прекратила сотрудничество с Российской Федерацией в военной сфере, отказалась от сотрудничества с Россией при строительстве третьего и четвёртого блоков Хмельницкой АЭС, запретила на своей территории кредитно-депозитные операции в российских рублях, ввела санкции против российских банков, ввела запрет на деятельность на территории Украины российских платёжных систем, полностью прекратила воздушное сообщение с Россией, запретила российским авиакомпаниям осуществление транзитных рейсов через воздушное пространство Украины, денонсировала десятки соглашений о сотрудничестве с Россией в различных сферах, ввела ограничения на въезд в страну российских граждан, запретила вещание российских телеканалов.
10 декабря 2018 года президент Порошенко подписал закон о прекращении, в связи с вооружённой агрессией России в отношении Украины, Договора о дружбе, сотрудничестве и партнерстве с Российской Федерацией. Действие договора было прекращено 1 апреля 2019 года.

### Украина — США
Как заявляют российские исследователи, в свете существующих геополитических противоречий между США и Россией, связанных с сирийским кризисом, конкуренцией на рынках вооружений и поставок энергоносителей, разрушением системы договоров по контролю над стратегическими вооружениями, представляется очевидным, что сохранение кризиса в отношениях между Украиной и Россией выгодно США по целому ряду причин — в первую очередь, это способствует сдерживанию экономического сотрудничества России со странами Евросоюза и предоставляет удобное обоснование для санкционной политики в отношении России.
Поддержка американской администрацией антироссийских устремлений украинской власти осуществлялась по четырём основным направлениям:
1. сохранение и усиление антироссийских санкций со стороны США и их союзников;
2. содействие выделению финансовой помощи Украине непосредственно из американского бюджета и по линии международных финансовых институтов, неправительственных фондов и организаций;
3. укрепление боевого потенциала ВСУ;
4. поддержка стремления Украины к укреплению союзнических отношений с НАТО, включая размещение на украинской территории военных баз и перспективу дальнейшей интеграции[24].

### Украина — Европейский союз
Новая украинская власть сразу же получила признание со стороны Евросоюза и США. 24 февраля официальный представитель Еврокомиссии Оливье Байи заявил в Брюсселе, что Еврокомиссия признала легитимным назначение Александра Турчинова исполняющим обязанности президента Украины.
2 марта 2014 года новое руководство Украины распорядилось возобновить процесс евроинтеграции. 21 марта представители Евросоюза и Арсений Яценюк подписали политический блок Соглашения об ассоциации. 27 июня была подписана экономическая часть Соглашения.
16 сентября 2014 года Верховная рада одобрила законопроект о ратификации Соглашения об ассоциации между Украиной и Европейским союзом, который в тот же день был подписан президентом Петром Порошенко.

### Украина — НАТО
Выступая на открытии сессии Верховной рады 27 ноября 2014 года, Порошенко заявил о возобновлении курса на интеграцию Украины в НАТО. 23 декабря 2014 года Верховная рада отменила внеблоковый статус Украины.
Согласно новой редакции Военной доктрины Украины, обнародованной 24 сентября 2015 года на официальном сайте президента Украины, Украина считает приоритетной задачей углубление сотрудничества с НАТО и достижение до 2020 года полной совместимости ВСУ с соответствующими силами стран-членов НАТО. Отказываясь от внеблокового статуса, Украина намерена изменить подходы к обеспечению национальной безопасности, уделяя приоритет «участию в усовершенствовании и развитии евро-атлантической и европейской систем коллективной безопасности». «Для этого Украина будет интегрироваться в европейское политическое, экономическое, правовое пространство с целью получения членства в ЕС, а также углублять сотрудничество с НАТО для достижения критериев, необходимых для членства в этой организации», — говорится в документе.
Осенью 2018 года Верховная рада Украины в первом чтении одобрила законопроект о внесении изменений в конституцию страны, закрепляющих стратегический курс на получение полноправного членства Украины в Евросоюзе и НАТО. 7 февраля 2019 года документ был принят в целом и 21 февраля вступил в силу.

## 2019—2024

### Внешнеполитическая стратегия
За день до истечения президентских полномочий президент Пётр Порошенко, выступая в Киеве на мероприятии по случаю Дня Европы, дал Владимиру Зеленскому ряд советов относительно ведения внешней политики Украины. Основной задачей Зеленского на этом посту, полагает Порошенко, должно стать движение Украины в Евросоюз. Во-вторых, команда Зеленского должна будет укреплять поддержку Украины со стороны мирового сообщества — именно эта «коалиция», по словам Порошенко, «противостоит российской агрессии». В связи с этим санкционное давление на Москву должно быть усилено с тем, чтобы «обеспечить восстановление украинского суверенитета над оккупированными территориями и возвращение Крыма». В-четвёртых, необходимо «продолжать и эффективно воплощать в жизнь Соглашение об ассоциации [Украины с Евросоюзом]». Зеленскому, уверен Порошенко, предстоит продолжать секторальное сотрудничество с Евросоюзом (цифровой союз, энергетический союз, таможенный союз и шенгенский союз), а также — «самое важное» — «создать все условия, чтобы к 2023 году Украина отвечала критериям членства» в ЕС и имела возможность подать заявку на вступление в это объединение. В рамках евро-атлантической интеграции Порошенко посоветовал Зеленскому подписать «план действий по членству Украины в НАТО».
В своих первых заявлениях по вопросам внешней политики Украины Владимир Зеленский дал понять, что намерен продолжить курс на восстановление суверенитета и территориальной целостности и дальнейшее развитие европейской и евро-атлантической интеграции, призвал США и Евросоюз ужесточить санкции против России, чтобы помочь Украине справиться с «российской агрессией», подчеркнул, что рассчитывает на поддержку ЕС на переговорах по транзиту российского газа через газотранспортную систему Украины после 2019 года и на «солидарную позицию ЕС в вопросе противодействия реализации строительства газопровода „Северный поток-2“».
Заявления, которые Зеленский делал в ходе своих переговоров с лидерами стран НАТО и Евросоюза, почти не отличались от риторики Петра Порошенко, что было призвано продемонстрировать неизменность внешнеполитического курса Украины. Зеленский, в частности, заявил, что курс на обретение полноправного членства в Евросоюзе и НАТО остаётся неизменным внешнеполитическим приоритетом Украины, закреплённым в её Конституции. Как и Порошенко, Зеленский настаивает на сохранении дипломатического и санкционного давления на Россию.
17 января 2020 года пресс-служба президента Украины сообщила, что новый проект Стратегии национальной безопасности Украины, представленный на заседании СНБО, предусматривает меры «для уменьшения вероятности эскалации конфликта с РФ и напряжённости в двусторонних отношениях». Документ также предполагает развитие стратегических отношений с ЕС, США и государствами блока НАТО, которые определены как «ключевые иностранные партнёры». Кроме того, проектом предусмотрено «восстановление мира и государственного суверенитета на временно оккупированных территориях Донецкой и Луганской областей, осуществление комплекса международно-правовых, политико-дипломатических, гуманитарных и экономических мер „Крым — это Украина“».
27 мая 2020 года Зеленский подписал новую годичную программу евро-атлантической интеграции Украины. Стратегической целью Украины, согласно тексту приложения к указу о начале реализации программы, является «достижение соответствия основным критериям приобретения полноценного членства в НАТО и ЕС». Как указано в документе, «приоритетной в 2020 году остаётся деятельность, направленная на сохранение международного консенсуса в вопросе поддержки Украины, продолжение санкционного давления на Российскую Федерацию для прекращения вооружённой агрессии против Украины, освобождения всех незаконно удерживаемых граждан Украины, а также освобождения временно оккупированных территорий в Донецкой и Луганской областях, Автономной Республики Крым и города Севастополя». Восстановление суверенитета Украины в международно признанных границах и обеспечение безопасности граждан на всей территории страны называются основными задачами государства.
В июле 2021 года, выступая на форуме «Украина 30. Международная политика», Зеленский подчеркнул, что членство в НАТО и ЕС — «основоположный и стратегический» приоритет украинской внешней политики, а также вопрос «безопасности и благополучия» страны. К другим внешнеполитическим приоритетам Украины относятся противостояние агрессии со стороны России, обеспечение суверенитета и восстановление территориальной целостности. Для этого, по словам главы МИД Украины Дмитрия Кулебы, в отсутствие гарантий безопасности со стороны Запада Украина вынуждена наращивать свои вооружения, укреплять союзы с малыми странами и добиваться отмены запуска газопровода «Северный поток-2».

### Урегулирование конфликта на Донбассе
Приход к власти на Украине Владимира Зеленского на первых порах способствовал активизации Минского процесса. Тем не менее, по мнению российских СМИ, украинские власти понимали, что выполнение ими минских соглашений превратит Донбасс в альтернативный, неподконтрольный украинскому руководству центр влияния на внешнюю и внутреннюю политику государства. Отсюда вытекало желание пересмотреть соглашения, «отредактировать» или «адаптировать» их, изменить последовательность шагов.
20 мая Владимир Зеленский, вступая в должность президента, главными приоритетами своей команды назвал прекращение огня на востоке страны и возвращение «украинских Крыма и Донбасса». В течение мая — июня Владимир Зеленский несколько раз контактировал с федеральным канцлером Германии Ангелой Меркель и президентом Франции Эмманюэлем Макроном с целью активизации усилий для возвращения мира на Донбасс, в том числе в рамках нормандского формата.
Уже в июле Владимир Зеленский обратился к президенту России Владимиру Путину с предложением провести переговоры в Минске с участием Великобритании, Германии, США и Франции. Среди предложенных к обсуждению тем — принадлежность Крыма и конфликт на востоке Украины. Аналогичные предложения о расширении «нормандского формата» неоднократно выдвигались и в последующем, но не получили отклика, на который рассчитывали в Киеве.
11 июля состоялся первый телефонный разговор между Зеленским и президентом России Путиным. Как сообщил пресс-секретарь российского президента Дмитрий Песков, президенты обсудили ситуацию в Донбассе, а также работу «по возвращению удерживаемых с обеих сторон лиц». Позже пресс-служба президента Украины сообщила, что главной темой беседы было освобождение моряков, задержанных в районе Керченского пролива, а также «других граждан Украины, которые удерживаются на территории России». Телефонный разговор привёл к заметной активизации усилий по освобождению удерживаемых лиц.
Сам Владимир Зеленский неоднократно заявлял, что для него «нормандский формат» — «это ещё и возможность возвращения вопроса Крыма». В России такую возможность решительно отвергли.
Что касается Зеленского, то он неоднократно давал понять, что не удовлетворён Минскими соглашениями, подписанными при его предшественнике, и установленной в них последовательностью шагов по урегулированию конфликта в Донбассе.
12 ноября после долгих проволочек было выполнено последнее условие, препятствовавшее проведению саммита в «нормандском формате»: стороны конфликта в Донбассе успешно развели войска на последнем пилотном участке — возле села Петровское. Тем временем в Киеве заявляли, что основной задачей Зеленского в ходе планируемой встречи должен стать пересмотр Минских соглашений с учётом точки зрения украинской «патриотической общественности».
Саммит, прошедший в Париже, стал первой встречей лидеров в «нормандском формате» с 2016 года. В ходе саммита также состоялась первая двусторонняя встреча президентов Путина и Зеленского. Как было заявлено в коммюнике, участники встречи:
- подтвердили приверженность минским соглашениям по Донбассу;
- договорились поддержать Контактную группу в обеспечении полного прекращения огня до конца 2019 года и разведения сил в трёх новых пунктах к концу марта 2020 года;
- договорились провести обмен пленными по формуле «всех на всех» до конца 2019 года;
- выступили за внесение «формулы Штайнмайера» в украинское законодательство, в соответствии с версией, согласованной в «Нормандском формате» и Трёхсторонней контактной группе;
- выразили заинтересованность в согласовании всех правовых аспектов особого статуса Донбасса с целью обеспечения его функционирования на постоянной основе;
- поддержали расширение миссии ОБСЕ;
- поддержали предоставление Красному Кресту и другим международным организациям полного доступа ко всем задержанным лицам в Донбассе;
- договорились провести новую встречу в «нормандском формате» в течение четырёх месяцев[146][147].

Украина отказалась вносить в итоговое коммюнике упоминание о разведении сил и средств противостоящих друг другу сторон по всей линии их соприкосновения, хотя в тексте, согласованном помощниками лидеров государств «нормандской четвёрки», это было предусмотрено. Нерешённым остаётся и ключевой политический вопрос, касающийся закрепления в украинской конституции особого статуса для ОРДЛО. На состоявшейся после переговоров совместной пресс-конференции Владимир Зеленский заявил, что Украина никогда не пойдёт на изменение конституции Украины с целью её федерализации: «Мы не допустим какого бы то ни было влияния на политическое управление Украиной. Украина — независимая страна, которая сама определяет свой политический путь».
2020 год украинское руководство начало с заявлений о необходимости пересмотра Минских договорённостей. Прежде всего Украину не устраивает положение о том, что передача ей контроля над неподконтрольным сегментом границы с РФ может начаться только после проведения на территории непризнанных ДНР и ЛНР местных выборов. Украинская сторона настаивает на том, чтобы вернуть контроль над границей и только после этого проводить выборы.
В начале июня представительная украинская делегация во главе с вице-премьером Алексеем Резниковым посетила с рабочим визитом Берлин. Главными вопросами переговоров стали отношения с Россией и урегулирование в Донбассе. Украинская сторона заняла даже более жёсткую позицию, чем при президенте Петре Порошенко, призвав Евросоюз усилить санкции против России и ввести эмбарго на поставки российских энергоносителей. Алексей Резников предложил заменить «нормандский формат» переговоров на «будапештский», при этом «на первых порах» даже без участия России (США, Великобритания, Украина). Украинская сторона также вновь заявила о категорическом нежелании вести прямой диалог с представителями ДНР и ЛНР.
В начале июля в Берлине после долгого перерыва в переговорном процессе состоялись переговоры политических советников лидеров «нормандской четвёрки». Незадолго до неё заместитель главы украинской делегации в ТКГ Александр Мережко заявил, что Минские соглашения якобы не накладывают никаких обязательств на Украину и рассматриваются ею лишь как «документ рекомендательного характера». Позитивным итогом берлинской встречи стали договорённости о разработке дополнительных мер по обеспечению перемирия в Донбассе. Эти меры, вступившие в силу 27 июля, предполагали полный запрет ведения огня, размещения вооружения в населённых пунктах и вблизи них, наступательных и разведывательно-диверсионных действий. Кроме того, они предусматривали дисциплинарную ответственность за нарушение режима прекращения огня.
Осенью для того, чтобы вывести переговоры из тупика, вызванного отказом Украины от прямых переговоров с ДНР и ЛНР, Франция и Германия предложили разделить Минские соглашения на так называемые кластеры. Идея состояла в том, чтобы согласовать последовательность действий сторон по реализации «Комплекса мер», а затем передать кластеры в ТКГ в виде рекомендаций для совместной разработки Украиной и Донбассом «дорожной карты» — окончательного мирного плана урегулирования конфликта в соответствии с Минскими соглашениями.
В середине апреля 2021 года украинская сторона представила новые поправки к франко-германскому проекту. В них, в частности, Украина настаивает, чтобы полный контроль над границей с Россией был восстановлен до проведения в ОРДЛО местных выборов. Украина отказывается согласовывать с Донецком и Луганском предусмотренную «Комплексом мер» конституционной реформы, которая должна закрепить децентрализацию власти. Также Украина предлагает увязать принятие законопроектов в рамках Минских соглашений по времени с выводом иностранных войск, отводом войск и вооружений от линии разграничения и возвращением полного контроля над границей.
31 мая в газете Frankfurter Allgemeine Zeitung было опубликовано интервью Владимира Зеленского, посвящённое военным и экономическим угрозам Украине и Европе, исходящим от России. Зеленский дал понять Германии, что, несмотря на уже оказанную поддержку, Украина ждёт от неё «большего» — в том числе поставок вооружений и другой военной помощи. Глава МИД ФРГ Хайко Маас, однако, в ответ заявил, что поставки вооружений Украине не помогут завершить конфликт в Донбассе: Германия «не ставит право Украины на самозащиту» под сомнение, но конфликт в Донбассе можно урегулировать только дипломатическим путём. Выступая 31 мая на совместной пресс-конференции с Ангелой Меркель, президент Франции Эмманюэль Макрон дал понять: наиболее эффективным способом урегулирования украинского конфликта остаётся «нормандский формат». Зеленский, однако, продолжает выдвигать идею некоего нового формата, к участию в котором были бы привлечены в числе прочих США и Евросоюз. В рамках этого гипотетического формата, по мнению Зеленского, можно было бы помимо вопроса о ситуации на востоке Украины поднять вопросы о Крыме, о трубопроводе «Северный поток — 2», о гарантиях безопасности и пр.
23 июня глава украинской делегации в ТКГ Леонид Кравчук заявил в телеинтервью, что Украина ведёт консультации с США по вопросу их присоединения к переговорам «нормандской четвёрки», поскольку, по его словам, Франции и Германии недостаёт «твёрдости, системности и последовательности» в их давлении на Россию.
22 августа в ходе переговоров с канцлером Германии Ангелой Меркель в Киеве президент Зеленский дал понять, что рассматривает переговорный процесс по Донбассу исключительно как инструмент давления на Россию: «Наша позиция относительно необходимости проведения саммита „нормандской четвёрки“ неизменна. Пока отсутствует прогресс, давление на Россию должно сохраняться. Мы хотим видеть тут очень активные усилия наших партнеров»,— заявил он.
С августа, сразу же после визита Ангелы Меркель в Москву, политические советники лидеров Германии, России, Франции и Украины приступили к обсуждению вопросов, касающихся проведения до конца года очередного саммита в «нормандском формате». Переговоры, однако, зашли в тупик, ввиду серьёзных разногласий практически по каждому пункту.
12 октября на саммите Украина — ЕС президент Зеленский заявил: «Вместе с ЕС мы едины в том, что ответственность за отсутствие прогресса в мирном урегулировании на Донбассе в полной мере лежит на России, которая несомненно является стороной конфликта». В заявлении по итогам саммита было указано на ответственность России за выполнение минских договорённостей как «стороны конфликта».
1 декабря, выступая с ежегодным посланием к парламенту и украинскому народу о внутреннем и внешнем положении страны, Зеленский заявил, что Украина не сможет остановить войну в Донбассе без прямых переговоров с Россией. По его словам, это признают и «все внешние партнёры». Парламентская фракция «Оппозиционная платформа — За жизнь» заявила о поддержке этой позиции президента Украины. Противоположной позиции придерживается депутатская фракция «Европейская солидарность» (лидер партии экс-президент Пётр Порошенко). «Это ключевая реплика этого „послания“, которая означает, что нам готовят капитуляцию. Прямые переговоры — это сценарий Кремля, это „зрада“, это абсолютная капитуляция», — заявила сопредседатель фракции Ирина Геращенко агентству «Интерфакс-Украина». О неготовности Украины к прямым переговорам с РФ для окончания войны в Донбассе заявили и во фракции «Батькивщина».

### Украина — Россия
В новой «Стратегии военной безопасности Украины», подписанной президентом Зеленским и опубликованной 25 марта 2021 года, было заявлено: «На национальном уровне Российская Федерация остаётся военным противником Украины, осуществляющим вооружённую агрессию против Украины, временно оккупировавшим территорию Автономной Республики Крым и город Севастополь, территории в Донецкой и Луганской областях, системно применяющим военные, политические, экономические, информационно-психологические, космические, кибер- и другие средства, которые угрожают независимости, суверенитету и территориальной целостности Украины». Согласно подписанному документу, основные угрозы Украине исходят от России, которая «временно оккупирует» часть территорий Грузии и Украины, занимается милитаризацией Крыма, препятствует свободному судоходству в Чёрном и Азовском морях, пытается сохранить Белоруссию в сфере своего влияния, использует в своих интересах конфликт в Приднестровье и другие «замороженные» конфликты на постсоветском пространстве, а также наращивает «наступательные группировки войск, развёртывает новое ракетное оружие и проводит учения на западных границах и на временно оккупированных территориях Украины».

#### Введение Россией упрощённого порядка предоставления гражданства украинским гражданам
24 апреля 2019 года, через три дня после второго тура президентских выборов на Украине, российский президент Владимир Путин подписал указ, позволяющий жителям Донбасса получить гражданство РФ в упрощённом порядке.
Комментируя это сообщение, Владимир Зеленский заявил в Facebook: «Украина не откажется от своей миссии служить примером демократии для постсоветских стран. И частью этой миссии станет предоставление защиты, убежища и украинского гражданства всем, кто готов бороться за свободу. Мы будем предоставлять убежище и помощь всем — всем, кто готов сражаться бок о бок с нами за нашу и вашу свободу. Мы будем предоставлять украинское гражданство представителям всех народов, которые страдают от авторитарных и коррумпированных режимов. В первую очередь — россиянам, которые сегодня страдают едва ли не больше всех».
Говоря об отношениях между Россией и Украиной, Зеленский заявил: «С Украиной и украинцами не следует говорить на языке угроз, военного и экономического давления. Это не лучший путь к прекращению огня и разблокированию Минского процесса… С нашей стороны мы готовы обсуждать новые условия сосуществования Украины и России. С пониманием того, что настоящая нормализация произойдёт только после полной деоккупации. Как Донбасса, так и Крыма».
Министерство иностранных дел Украины выразило протест в связи с началом работы центров выдачи паспортов гражданам Украины, заявив, что «упомянутые международно-противоправные деяния Кремля грубо нарушают государственный суверенитет и территориальную целостность Украины». Министерство иностранных дел Украины потребовало от международного сообщества не признавать и не принимать документы, выданные Россией гражданам Украины, которые проживают в ДНР и ЛНР, а также усилить давление и расширить санкции «против государства-агрессора».
1 мая президент Путин подписал указ, предоставляющий право обратиться за получением гражданства РФ в упрощённом порядке дополнительным категориям граждан Украины и лиц без гражданства.
МИД Украины заявил, что не признаёт нормативно-правовые акты РФ, направленные на упрощение процедуры предоставления украинцам российского гражданства: «Обнародованный указ президента РФ… как и все предыдущие и возможные будущие нормативно-правовые акты РФ, направленные на предоставление гражданам Украины российского гражданства противоправным способом, были, есть и будут юридически ничтожными, не будут иметь никаких правовых последствий и не будут признаны украинской стороной».
17 июля Владимир Путин подписал указ, распространяющий упрощённый порядок получения российского гражданства на всех жителей Донецкой и Луганской областей Украины, в том числе зарегистрированных на территориях, подконтрольных украинским властям.
МИД Украины назвал новый указ российского президента «вмешательством во внутренние дела Украины» и «серьёзной угрозой безопасности на всём европейском континенте» и потребовал «безотлагательно отменить все агрессивные решения в отношении Украины»: «Эта провокация была сделана в ответ на инициативы украинской стороны по деэскалации ситуации. Несмотря на многочисленные заявления о стремлении скорейшего установления мира, Кремль своими действиями демонстрирует откровенное намерение продолжать гибридную войну против Украины»,— говорится в заявлении украинского МИД.
13 августа Зеленский поручил правительству разработать законопроект об упрощённом порядке получения гражданства для россиян, которые подверглись «преследованиям по политическим убеждениям», а также иностранцам и лицам без гражданства, которые участвовали «в обеспечении национальной безопасности и обороны Украины». При этом желающие получить гражданство Украины должны будут отказаться от уже имеющегося у них гражданства, а также документально подтвердить факт политического преследования.

#### Дипломатическое противодействие России
Украина при Владимире Зеленском продолжила прежнюю практику противодействия России на всех внешнеполитических уровнях и привлечения внимания международной общественности к российским действиям, которые, по мнению Украины, подрывают её суверенитет и нарушают права украинских граждан.
25 июня 2019 года Зеленский выразил разочарование решением ПАСЕ, позволившим вернуть без ограничений полномочия российской делегации.
При появлении информации о возможном восстановлении «Большой восьмёрки» и возвращении России в этот неформальный политический клуб мировых держав, Зеленский развернул активность с целью помешать этому. Зеленский назвал условия, при которых, по его мнению, Россия может рассчитывать вновь занять своё место в «повестке дня высокой дипломатии» и восстановиться в G8 — это «возвращение оккупированного Крыма, прекращение боевых действий в Донбассе и освобождение более ста политических заключённых и украинских моряков, которых удерживает Кремль».

#### Газопровод «Северный поток — 2»
Уже в первых заявлениях по вопросам внешней политики Украины Владимир Зеленский подчёркивал, что рассчитывает на поддержку ЕС на переговорах по транзиту российского газа через газотранспортную систему Украины после 2019 года и на «солидарную позицию ЕС в вопросе противодействия реализации строительства газопровода „Северный поток — 2“».
Зеленский заявлял, что «Северный поток — 2» несёт в себе угрозу для всей Европы, и назвал проект «неприемлемым».
6 июля 2019 года, в преддверии поездки в США, Зеленский заявлял, что, по его мнению, лишь президент США Дональд Трамп способен остановить строительство газопровода «Северный поток — 2», поскольку для Европы «вопрос уже давно решён», причём мнение Украины никого не интересует: «Ни Меркель, ни Макрон не будут влиять на продолжение „Северного потока“, потому что на них очень сильно влияет их локальный бизнес». Украинское руководство предлагало вынести вопрос о трубопроводе на обсуждение в некоем гипотетическом формате, которым Украина предлагала заменить «нормандский формат». В декабре 2019 года Украина приветствовала принятие в США закона о военном бюджете на 2020 год, на основании которого были введены санкции в отношении газопроводов «Северный поток — 2» и «Турецкий поток».
В июле 2021 года Зеленский обсудил с Ангелой Меркель перспективы завершения строительства газопровода «Северный поток — 2» . Германская сторона высказала бескомпромиссную позицию: газопровод будет достроен, и Германия готова теоретически обсуждать лишь вопрос компенсации украинской стороне.

#### Крым
В начале 2021 года вопрос аннексии Крыма Россией и тема возвращения Крыма в состав Украины, учитывая отсутствие прогресса в политическом урегулировании вооружённого конфликта в Донбассе, окончательно стали центром внешнеполитических усилий украинского руководства. В середине марта Зеленский подписал разработанную СНБО «Стратегию деоккупации и реинтеграции временно оккупированной территории Автономной Республики Крым и города Севастополя», в которой заявлено, что Киев применит для возвращения этой территории меры «дипломатического, военного, экономического, информационного, гуманитарного и иного характера». В августе состоялось главное для страны внешнеполитическое событие года — саммит «Крымской платформы» — новой международной переговорной площадки, призванной объединить международные усилия по «деоккупации Крыма». В принятой участниками мероприятия декларации целью «Крымской платформы» названо «мирное прекращение временной оккупации» Российской Федерацией территории Крыма и «восстановление контроля Украины над этой территорией в полном соответствии с международным правом».

#### Обострение напряжённости на российско-украинской границе и в акватории Чёрного моря
В конце марта — первой половине апреля 2021 года дипломатическая активность Киева была направлена на получение поддержки НАТО и Евросоюза в связи с якобы начавшейся подготовкой России к нападению на Украину, выразившейся в наращивании группировки войск на российско-украинской границе.
В НАТО отреагировали на намечающееся противостояние — в Брюсселе прошло экстренное заседание комиссии Украина—НАТО, состоялись переговоры главы МИД Украины Дмитрия Кулебы с госсекретарем США Энтони Блинкеном и генсеком НАТО Йенсом Столтенбергом. В штаб-квартире НАТО прошла экстренная видеоконференция глав МИД и Минобороны стран-членов альянса. В Вене на инициированном Украиной чрезвычайном заседании Форума по сотрудничеству в области безопасности и постоянного совета ОБСЕ на повестку дня был поставлен вопрос о военной активности РФ на границе с Украиной.
16 апреля Владимир Зеленский посетил Париж, где провёл переговоры с Эммануэлем Макроном, после чего к их беседе присоединилась по видеосвязи Ангела Меркель. Главным в повестке встречи был вопрос «присутствия российских военных вблизи восточной границы Украины». Все три стороны — Киев, Париж и Берлин — потребовали от России вывести свои войска из приграничных районов, а также из «нелегально аннексированного Крыма».
В апреле Минобороны РФ уведомило о приостановлении с 24 апреля по 31 октября в связи с военно-морскими учениями «права мирного прохода через территориальное море Российской Федерации для иностранных военных кораблей и других государственных судов». Были закрыты три участка акватории Чёрного моря, прилегающие к Крымскому полуострову. На Украине заявили о попытке России «в нарушение норм и принципов международного права узурпировать суверенные права Украины как прибрежного государства». Действия России, по мнению МИД Украины, указывали на «отсутствие каких-либо намерений с её стороны отказаться от продолжения агрессии против Украины с использованием военных и гибридных методов».
20 апреля Зеленский предложил Путину встретиться «в любой точке украинского Донбасса, где идёт война», причём в ходе дальнейшего обсуждения Украина поставила условие: обязательными темами переговоров должны стать проблемы Крыма и Донбасса. Несмотря на начавшуюся подготовку встречи, противоречия между сторонами по поводу её предполагаемой повестки не позволили достичь какой-либо договорённости.
Очередное обострение отношений с Россией произошло в ноябре 2021 года после того, как американские СМИ опубликовали сообщения о «необычных перемещениях военной техники» у российско-украинской границы. В качестве доказательства приводились спутниковые фото российской бронетехники. 30 ноября глава МИД Украины Дмитрий Кулеба заявил, что Россия разместила в приграничных с Украиной регионах около 115 тыс. военнослужащих, танки, артиллерию, подразделения ВВС, ВМС и средства РЭБ. Американские СМИ со ссылкой на разведку писали, что Россия может «вторгнуться» на Украину уже в начале следующего года. Кулеба призвал Париж и Берлин готовиться к возможному «военному сценарию» действий РФ на украинском направлении. Украина резко активизировала дипломатические усилия. 15 ноября Владимир Зеленский и глава Евросовета Шарль Мишель обсудили «ситуацию с безопасностью вдоль границ Украины». В тот же день в Брюсселе переговоры по тем же вопросам провёл Дмитрий Кулеба. Новый глава Минобороны Алексей Резников отправился в Вашингтон, где 18 ноября встретился с министром обороны США Ллойдом Остином. 16 ноября Киев посетил министр обороны Великобритании Бен Уоллес, подтвердив «неизменную поддержку» суверенитета республики, о которой днем ранее также заявил премьер-министр королевства Борис Джонсон. 25 ноября Дмитрий Кулеба заявил на брифинге: «Мы не пытаемся понять, что в голове у Путина. Это неблагодарное дело. Мы работаем над тем, чтобы в ней появилось чёткое понимание: новое нападение на Украину будет слишком дорого стоить, поэтому лучше этого не делать».
30 ноября — 1 декабря в Риге прошла встреча глав МИД стран НАТО, на которую были приглашены главы МИД Украины и Грузии. Приглашение в Ригу Дмитрий Кулеба назвал сигналом поддержки Украины: «Главная цель — удержать Россию от агрессивных действий. В Москве должны чётко осознавать, какие политические, экономические и человеческие потери она понесёт в случае нового этапа агрессии». Госсекретарь США Энтони Блинкен заявил на встрече, что в случае вторжения на Украину против России могут быть задействованы «высокоэффективные экономические меры».
1 декабря Совет ЕС выделил Украине 31 млн евро на укрепление обороноспособности. В тот же день президенты Литвы, Польши и Украины Гитанас Науседа, Анджей Дуда и Владимир Зеленский в совместном заявлении призвали международное сообщество усилить санкции в отношении РФ. 2 декабря, участвуя в заседании глав МИД стран—членов ОБСЕ в Стокгольме, Дмитрий Кулеба рассказал о «трёх направлениях» комплексного пакета сдерживания РФ, который он обсуждает с коллегами из других стран, — это «чёткая коммуникация России … о том, что военная операция на территории Украины будет иметь для неё непоправимые последствия», разработка пакета санкций, который будет «молниеносно применён в случае, если Россия прибегнет к военной операции», и углубление военно-технического сотрудничества Украины с её партнёрами.
24 февраля 2022 года Украина разорвала дипломатические отношения с Российской Федерацией после начала вторжения России на Украину.

### Украина — США
После победы Владимира Зеленского на президентских выборах весной 2019 года спецпредставитель США Курт Волкер в интервью венгерскому интернет-СМИ Valasz Online высказал предупреждение в адрес избранного президента, отметив, что если тот попытается урегулировать конфликт в Донбассе путём отказа от части территорий в пользу России, он очень быстро настроит соотечественников против себя. Волкер выразил убеждение в том, что лучший путь к урегулированию конфликта — развитие предложения о направлении в Донбасс миротворческой миссии ООН, а также продолжение проводимых Киевом реформ.
28 мая, через неделю после вступления Владимира Зеленского в должность, Курт Волкер ответил на вопросы мировых СМИ, разъяснив политику США по отношению к Украине после прошедших там президентских выборов и американское видение урегулирования в Донбассе. Волкер заявил, что с точки зрения выполнения Минских соглашений «Украина не может сделать больше, чем она уже сделала», и назвал причиной конфликта «российскую оккупацию».
28 августа Киев посетил советник президента США по национальной безопасности Джон Болтон. На переговорах Болтона и Зеленского были обсуждены первоочередные меры по укреплению стратегического партнёрства между государствами, возможности углубления сотрудничества в сферах безопасности и обороны, энергетической безопасности, а также в вопросах реформирования ВСУ и украинской оборонной промышленности. Зеленский поблагодарил американскую сторону за «мощную поддержку суверенитета и территориальной целостности Украины, последовательную официальную политику в отношении Крыма и усилия, направленные на достижение прогресса в мирном урегулировании на Донбассе».
Ранее газета The Wall Street Journal сообщала, что одной из основных тем встречи Болтона и Зеленского должна была стать готовящаяся сделка по покупке китайскими компаниями Skyrizon Aircraft и Xinwei Group более 50 % акций украинского завода по производству авиационных двигателей «Мотор Сич», которой США намерены помешать, поскольку она способна значительно повысить военно-промышленный потенциал Китая. В пресс-службе посольства США на Украине сообщили, что 27 августа Джон Болтон обсудил с секретарём СНБО Украины Александром Данилюком вопрос «защиты украинской промышленности от недобросовестного экономического поведения Китая».
23-26 сентября Владимир Зеленский в составе украинской делегации принял участие в работе 74-й сессии ГА ООН и 25 сентября на полях сессии встретился с президентом Трампом. Визит в США и переговоры, на которые на Украине возлагали большие надежды, однако, ушли на второй план на фоне разгорающегося американского внутриполитического скандала: противники Дональда Трампа в Палате представителей США обвинили его в злоупотреблении служебным положением и оказании давления на руководство Украины с целью получения компромата на ключевого оппонента на предстоящих президентских выборах — бывшего вице-президента Джо Байдена. Дональду Трампу (возможно, без согласования с украинской стороной) пришлось дать согласие на публикацию меморандума его телефонного разговора с Зеленским от 25 июля. Согласно расшифровке, на протяжении всего разговора Зеленский заискивал перед президентом США и охотно поддерживал поднятую Трампом тему недостаточного внимания к Украине со стороны её европейских партнёров. Публикация вызвала дополнительные вопросы как к Трампу, так и к Зеленскому. В частности, речь шла о нелицеприятных высказываниях Зеленского в адрес Ангелы Меркель и Эмманюэля Макрона.
В Палате представителей Конгресса США было начато расследование по вопросу о возможности импичмента президента Трампа. В отставку с поста спецпредставителя Госдепартамента США по Украине подал Курт Волкер, который также оказался вовлечён в этот скандал.
<...>
19 декабря 2020 года президент Украины Владимир Зеленский в интервью американской газете The New York Times выразил благодарность США, которые продолжают оказывать поддержку Киеву и остаются стратегическими партнёрами Украины. При этом Зеленский выразил надежду на укрепление американо-украинских отношений после прихода к власти в США Джозефа Байдена.
Весной 2021 года США оказали дипломатическую поддержку Украине на фоне обострения напряжённости в зоне конфликта на востоке страны и наращивания группировки российских войск на российско-украинской границе. 2 апреля состоялся телефонный разговор Джо Байдена и Владимира Зеленского. В начале мая Киев посетили госсекретарь США Энтони Блинкен и Виктория Нуланд, заместитель госсекретаря по политическим вопросам.
Рабочий визит Владимира Зеленского в США, состоявшийся в конце августа — начале сентября 2021 года, проходил в экстремальных условиях завершения 20-летнего американского присутствия в Афганистане и угрозы новых терактов. Провал афганской кампании отодвинул для США украинскую повестку на второй план. Как заявил в преддверии поездки министр иностранных дел Украины Дмитрий Кулеба, в рамках политического блока Владимир Зеленский был намерен добиваться достижения нового уровня стратегического партнёрства с США; обсуждение экономического блока имело целью стимулировать приток американских инвестиций на Украину, в том числе в аэрокосмическую отрасль и ВПК, а третий блок вопросов касался активизации двустороннего оборонного сотрудничества для сдерживания России. 27 августа президент США Джо Байден распорядился выделить Украине помощь в размере до 60 млн долларов «на оборонные изделия и услуги Министерства обороны (в том числе противотанковые ракетные комплексы Javelin), а также на военное образование и подготовку для оказания помощи Украине». Всего на укрепление обороноспособности Украины США с 2014 года выделили 2,5 млрд долларов (в том числе 400 млн в 2021 году).
Переговоры Зеленского с президентом США Джо Байденом прошли 1 сентября. Перед началом встречи Зеленский назвал приоритетным вопрос безопасности «во временно оккупированных Россией» Донбассе и Крыму, а также в Чёрном и Азовском морях, а также сказал, что хочет обсудить проблему газопровода «Северный поток-2». Особенно громко прозвучал анонс темы вступления Украины в НАТО, которую Зеленский поднимает при любой возможности. Зеленский сообщил, что также хотел бы обсудить роль, которую США могли бы сыграть в экономическом возрождении Украины и в процессе урегулирования конфликта в Донбассе.
По итогам визита Владимира Зеленского в Вашингтон было принято совместное заявление о стратегическом партнёрстве между США и Украиной. В документе зафиксирована договорённость активизировать работу Комиссии по стратегическому партнёрству, которая должна разработать новую Хартию стратегического партнёрства. В ходе визита были подписаны соглашения на сумму 2,5 млрд между «Укроборонпромом» и военно-промышленными компаниями США, среди которых Lockheed Martin, Harris Global Communications, Global Ordnance и Day & Zimmermann Lone Star LLC.
В подписанном США и Украиной Меморандуме о взаимопонимании стороны отметили такие перспективные направления сотрудничества, как инфраструктура, оборона, сельское хозяйство, здравоохранение, цифровая экономика и энергетика. На операции по экспорту товаров и услуг на Украину Экспортно-импортный банк США (EXIM Bank) выделит гарантии на сумму 3 млрд долларов. США объявили о намерении выделить Украине до конца 2021 года 463 млн долларов на проведение реформ, направленных на укрепление демократии, улучшение ситуации в сфере прав человека, борьбу с коррупцией, 12,8 млн долларов на борьбу с COVID-19 и 45 млн долларов в качестве гуманитарной помощи Донбассу.
Евро-атлантические перспективы Украины по итогам переговоров остаются неопределёнными. В совместном заявлении США лишь поддержали «право Украины определять свой внешнеполитический курс свободно от внешнего вмешательства, включая стремление Украины вступить в НАТО». Американская сторона при этом подчеркнула, что никогда не признает аннексию Крыма Россией. Россия фактически названа стороной конфликта в Донбассе: ей адресован призыв выполнить свои обязательства по прекращению огня и «по-настоящему принимать участие в усилиях по урегулированию конфликта». В заявлении также сообщается, что США и Украина завершили работу над стратегическим рамочным соглашением по вопросам обороны, которое станет основой их сотрудничества в этой сфере. Среди прочего взаимодействие будет касаться оборонной промышленности, разведки и «противодействия российской агрессии». Что касается газопровода «Северный поток-2», то США пообещали приложить усилия к сохранению транзитной роли Украины и недопущения того, чтобы Россия использовала энергетику как геополитическое оружие.
19 октября Украину посетил глава Пентагона Ллойд Остин, который обсудил с министром обороны Андреем Тараном и президентом Владимиром Зеленским реформы в области обороны, а также взаимодействие Вашингтона и Киева в регионе Чёрного моря.
В конце 2021 года активизация контактов представителей американской администрации с Украиной была связана с очередным усилением напряжённости в районе российско-украинской границы. В Вашингтоне прошло первое за три года заседание двусторонней Комиссии по стратегическому партнёрству с участием Дмитрия Кулебы. Стороны обсудили вопросы безопасности Украины на фоне напряжённости на востоке страны и в Белоруссии, энергобезопасность (в том числе в контексте завершения строительства газопровода «Северный поток — 2»), развитие торговли и наращивание объёмов американских инвестиций. Новый глава Минобороны Алексей Резников посетил Вашингтон, где встретился с министром обороны США Ллойдом Остином. Как сообщил журнал Foreign Policy, Резников во время визита просил увеличить поставки оружия. 9 декабря состоялся телефонный разговор Джо Байдена с Владимиром Зеленским. Байден подтвердил «непоколебимую приверженность США суверенитету и территориальной целостности Украины», назвал действия России агрессивными и пригрозил ей экономическими мерами в случае военного вмешательства на украинскую территорию. Согласно пресс-релизу Белого дома, «Байден подчеркнул готовность США поддержать меры для продвижения выполнения Минских соглашений в поддержку „нормандского формата“».
14-15 декабря Киев перед поездкой в Москву посетила помощник госсекретаря США по Европе и Евразии Карен Донфрид. Главной темой её поездки стали предварительные контакты в целях урегулирования ситуации вокруг Украины. Карен Донфрид провела переговоры с главой украинского МИДа Дмитрием Кулебой, скоординировав позиции Украины и США в преддверии её поездки в Москву. В видеообращении Донфрид, размещённом посольством США в Киеве в Twitter, она пояснила, что цель её визита — деэскалация ситуации на фоне российских военных приготовлений. Донфрид заявила, что руководство США прислушалось к просьбам Украины о большей дипломатической вовлечённости США в возобновление мирного процесса: «Мысль, что мы будем подталкивать Украину к уступкам в переговорах и диалоге с Россией, является чистой дезинформацией … Правда в том, что мы объединились с Украиной, нашими союзниками по НАТО и партнёрами по всему миру в усилиях разрешить конфликт дипломатическим путем и достичь деэскалации опасной ситуации, но эти усилия не являются уступкой», — сказала она.

### Украина — Евросоюз
В июле 2019 года в Киеве прошёл 21-й саммит Украина-ЕС с участием президента Европейского совета Дональда Туска и президента Европейской комиссии Жан-Клода Юнкера. Стороны обсудили программу макрофинансовой помощи.
В октябре 2020 года в Брюсселе прошёл 22-й саммит Украина-ЕС. Делегацию Киева возглавил президент Украины Владимир Зеленский, а ЕС — глава Европейского совета Шарль Мишель. Был на саммите и глава европейской дипломатии Жозеп Боррель, повторивший свой тезис о том, что «Европейский союз — это не благотворительная организация или банкомат», который он высказал по итогам своего визита в Киев 25 сентября. Тем не менее Украина получила от ЕС ещё €10 млн гуманитарной помощи. Стороны обсудили ситуацию с СOVID-19 и прогресс Украины в проведении реформ. Стороны также обсуждали украинскую инициативу по созданию международной платформы по крымской тематике и противостояние «кампаниям по дезинформации против ЕС и Украины, в том числе со стороны России». Коснулись и вопроса санкций в отношении России из-за дела с отравлением Алексея Навального, к которым Украина позднее присоединилась. Украина подписала с ЕС три соглашения на сумму €60 млн и заключила три инвестиционных проекта с Европейским инвестиционным банком, два из которых направлены на модернизацию и цифровизацию «Укрпочты». Кроме того, было анонсировано подписание в начале 2021 года договора о совместном авиационном пространстве. Особое внимание на пресс-конференции было уделено вопросам мирного урегулирования ситуации в Донбассе. ЕС вновь осудил «нарушение суверенитета и территориальной целостности Украины вследствие актов агрессии вооружённых сил России начиная с февраля 2014 года».
17 мая 2021 года главы МИД Украины, Грузии и Молдавии в Киеве подписали меморандум о создании «Ассоциированного трио». Цель нового объединения — сотрудничество по вопросам интеграции в ЕС.
В октябре 2021 года в Киеве состоялся 23-й саммит Украина — ЕС, в котором приняли участие главы Еврокомиссии и Европейского совета Урсула фон дер Ляйен и Шарль Мишель. Главным его итогом стало подписание соглашения об открытом небе. Кроме того, были заключены соглашения об участии Украины в европейской программе финансирования исследований и инноваций Horizon Europe, а также в программе Creative Europe, направленной на развитие культурного, креативного и аудиовизуального секторов. Наконец, было объявлено, что Украина получит от ЕС второй транш макрофинансовой помощи в 600 млн евро (ту же сумму в рамках первого транша Украине выплатили в декабре 2020 года).
По наиболее важным для Киева вопросам — перспективам членства в Евросоюзе и проблеме энергобезопасности — представители ЕС никаких гарантий Киеву дать не смогли. В то же время в совместном заявлении сторон по итогам саммита нашла отражение жёсткая позиция ЕС в отношении России, которая была названа «стороной конфликта» в Донбассе, поддерживающей в финансовом и военном плане незаконные вооружённые формирования. В документе содержится призыв к России «немедленно прекратить подстрекательство» к продолжению конфликта, в полном объёме выполнить Минские договорённости и признать свою ответственность за гибель пассажиров и экипажа рейса MH17 в 2014 году.
В совместном заявлении также было подчёркнуто, что ЕС продолжит осуждать «незаконную аннексию» Крыма. Кроме того, стороны указали на усиление милитаризации Крыма и ухудшение ситуации с правами человека.
12 января 2024 года президент Украины Владимир Зеленский и премьер-министр Великобритании Риши Сунак подписали договор о гарантиях безопасности между странами, который включает обмен разведданными, решения в сфере кибербезопасности, медицинскую и военную подготовку, сотрудничество двух стран в оборонно-промышленной сфере, также Великобритания будет оказывать Украине «быструю и непрерывную» помощь в области обороны. Договор будет действовать до вступления Украины в НАТО. 16 февраля 2024 года аналогичное соглашение было подписано с Германией.

### Украина — НАТО
Тема необходимости принятия Украины в НАТО в связи с «агрессивными устремлениями России» является постоянным лейтмотивом внешнеполитических заявлений украинского руководства. Несмотря на кардинальную перезагрузку власти с избранием Зеленского на пост президента, курс на евро-атлантическую интеграцию остался неизменным.
Уже в июне 2019 года Зеленский посетил штаб-квартиру НАТО. В сентябре на полях Генассамблеи ООН в Нью-Йорке он вновь встретился с генсеком НАТО Йенсом Столтенбергом. В конце октября Одессу и Киев посетил Североатлантический совет — постпреды всех государств—членов НАТО во главе со Столтенбергом.
12 июня 2020 года Североатлантический совет предоставил Украине статус партнёра с расширенными возможностями (Enhanced Opportunities Partner, EOP). При этом в НАТО подчеркнули, что этот статус не влияет на решение о членстве страны в альянсе.
В начале апреля 2021 года, когда Украина в первый раз обвинила Россию в наращивании группировки войск на российско-украинской границе, в Брюсселе было созвано экстренное заседание комиссии Украина—НАТО. Обсуждение «украинского вопроса», однако, ограничилось лишь декларациями в поддержку Киева. США и их союзники воздержались от того, чтобы брать на себя какие-либо обязательства как по вопросу членства Украины в НАТО, так и по гарантиям безопасности Украине в случае возвращения конфликта в Донбассе в горячую фазу.
Летом 2021 года на саммите НАТО было подтверждено решение, принятое на бухарестском саммите 2008 года, о том, что Украине будет предоставлен План действий по членству в НАТО, и что Украина имеет право самостоятельно определять своё будущее и внешнюю политику.
30 ноября — 1 декабря, во время очередного обострения отношений с Россией, в Риге прошла встреча глав МИД стран НАТО, на которую были приглашены главы МИД Украины и Грузии.